# Edward Kolb
Edward W. Kolb, conegut com a Rocky Kolb, (nat el 2 d'octubre de 1951) és un cosmòleg, professor a la Universitat de Chicago així com degà de Ciències Físiques. Ha treballat en molts aspectes de la cosmologia del big-bang, incloent-hi bariogènesi, nucleosíntesi i matèria fosca. És coautor, amb Michael Turner, del popular llibre de text L'Univers Primerenc (Addison-Wesley, 1990). Kolb, junt amb M. Turner, fou guardonat amb el Premi Dannie Heineman d'Astrofísica el 2010.